# Comuna Zavallea, Sneatîn
Zavallea (în ucraineană Завалля) este o comună în raionul Sneatîn, regiunea Ivano-Frankivsk, Ucraina, formată din satele Zapruttea și Zavallea (reședința).

## Demografie
Componența lingvistică a comunei Zavallea
     Ucraineană (99,4%)
     Alte limbi (0,6%)
Conform recensământului din 2001, majoritatea populației comunei Zavallea era vorbitoare de ucraineană (99,4%), existând în minoritate și vorbitori de alte limbi.